# 漆山古墳
漆山古墳（うるしやまこふん）は、群馬県高崎市下佐野町にある古墳。形状は前方後円墳。高崎市指定史跡に指定されている。

## 概要

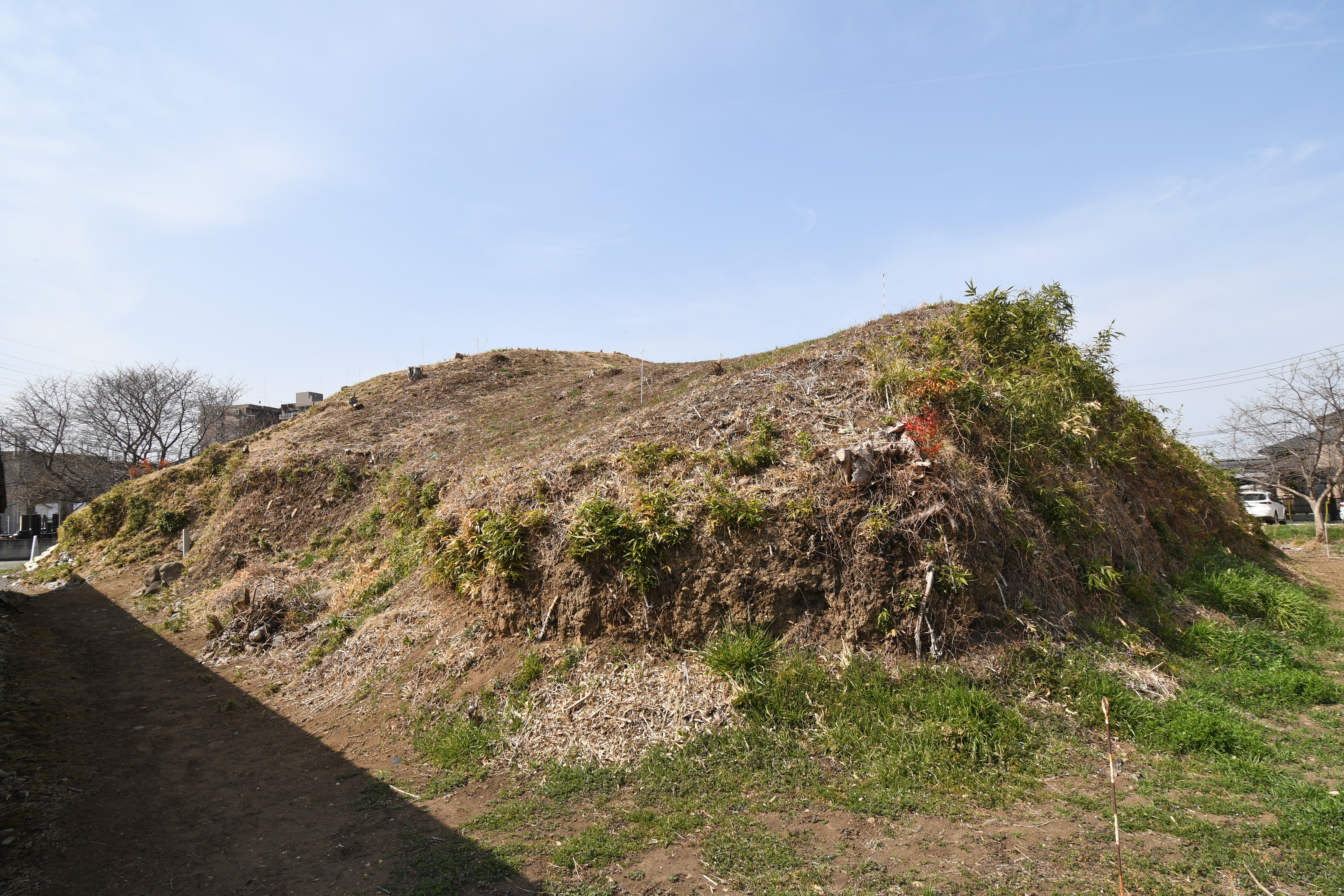
墳丘の前方部切断面（右側）

群馬県南部、烏川東岸の河岸段丘上に築造された古墳である。烏川東岸一帯では帯状に古墳80基が分布して佐野古墳群を形成したが、現在では古墳群中最大の本古墳のほか定家神社周辺の円墳などわずかである。これまでに前方部の半分の墳丘が失われているほか、2018年度（平成30年度）以降に発掘調査が実施されている。
墳形は前方後円形で、墳丘主軸を東西方向として、前方部を東方向に向ける。現在では前方部の半分が失われ、残存墳丘は東西38メートル・南北31メートルを測るが、元々の墳丘長は70メートル以上と推定される（残存墳丘は2段築成の2段目に相当する可能性）。墳丘外表では円筒埴輪・形象埴輪（人物・馬形埴輪）の破片が採集されている。また墳丘周囲には盾形の周濠が巡らされる。埋葬施設は後円部における両袖式の横穴式石室で、南南東方向に開口する。石室内の精査では、人歯9個体分のほか、武器・馬具・工具などの副葬品が採集されている。
築造時期は、古墳時代後期-終末期の6世紀末-7世紀初頭（または6世紀後半）頃と推定される。佐野古墳群では最終段階の築造と位置づけられ、築造当時としては古墳群を代表する盟主的古墳になる。当地域では6世紀後半頃にヤマト王権の直轄地として佐野屯倉が設置されたとされ、本古墳の被葬者はその管理者と推測する説があり、佐野屯倉の管理者の子孫が建碑したと見られる山上碑・金井沢碑の「佐野三家」・「三家子□」の碑文との関連性が注目される。
古墳域は2017年（平成29年）に高崎市指定史跡に指定されている。

## 遺跡歴
- 1938年（昭和13年）の『上毛古墳綜覧』に「佐野村第27号墳」として登載。
- 1953年（昭和28年）、石室実測調査（群馬大学）。
- 1985年（昭和60年）、住宅建設に伴う前方部半分の削平。
- 1993年（平成5年）、市史編纂事業に伴う墳丘測量および石室の精査・実測調査（高崎市教育委員会）。
- 2017年（平成29年）2月20日、高崎市指定史跡に指定[4]。
- 2018年度（平成30年度）以降、発掘調査（専修大学、2022年に概要報告）。

## 埋葬施設

石室俯瞰図

石室展開図

埋葬施設としては後円部において両袖式横穴式石室が構築されており、南南東方向に開口する。石室の規模は次の通り。
- 石室全長：約8メートル
- 玄室：長さ3.73メートル、幅2.21メートル（奥）・2.43メートル（中央）・2.06メートル（前）
- 羨道：長さ4.24メートル以上、幅1.50メートル（奥）・1.18メートル（前：現状）

石室の石材は凝灰岩で、隙間には川原石を埋める。玄室は、奥壁ではほぼ一枚石。側壁では4段積みで、最下段は大石2石を平積みし、その上に中石3段を横または小口積みとする。目地は水平に通り、互目積みを基調とする。
床面には厚い小礫が残り、礫中から遺物残片・人歯が検出されている。人歯の分析によれば、3～5才が2～3個体（1個体が男児、2個体が女児）、青年期前半が2～3個体、青年期後半～壮年期前半が2～3個体の計9個体の存在が推定され、青年期前半以上の年齢層では男性1個体以上・女性2個体以上が含まれる。

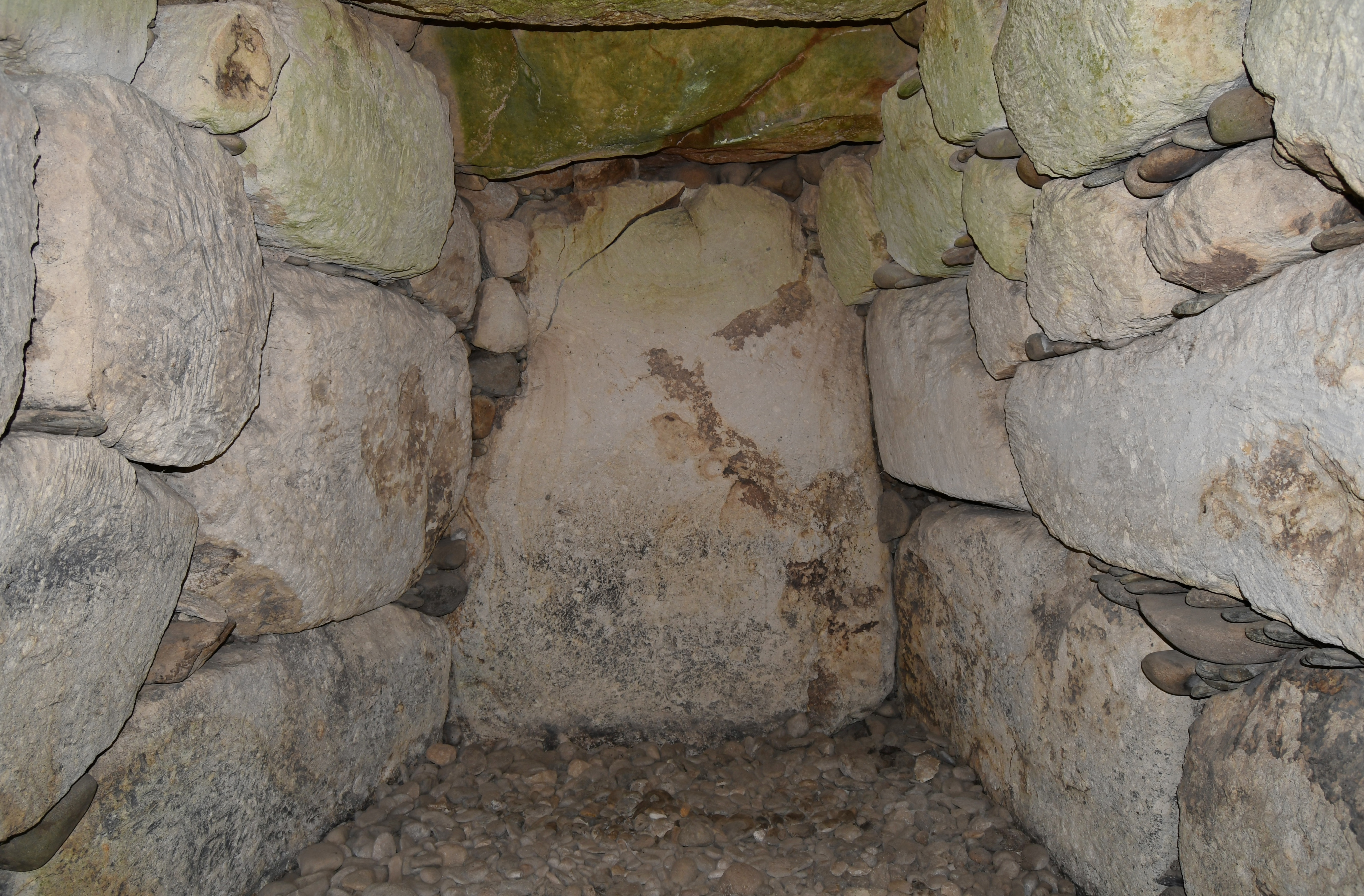
玄室（奥壁方向）
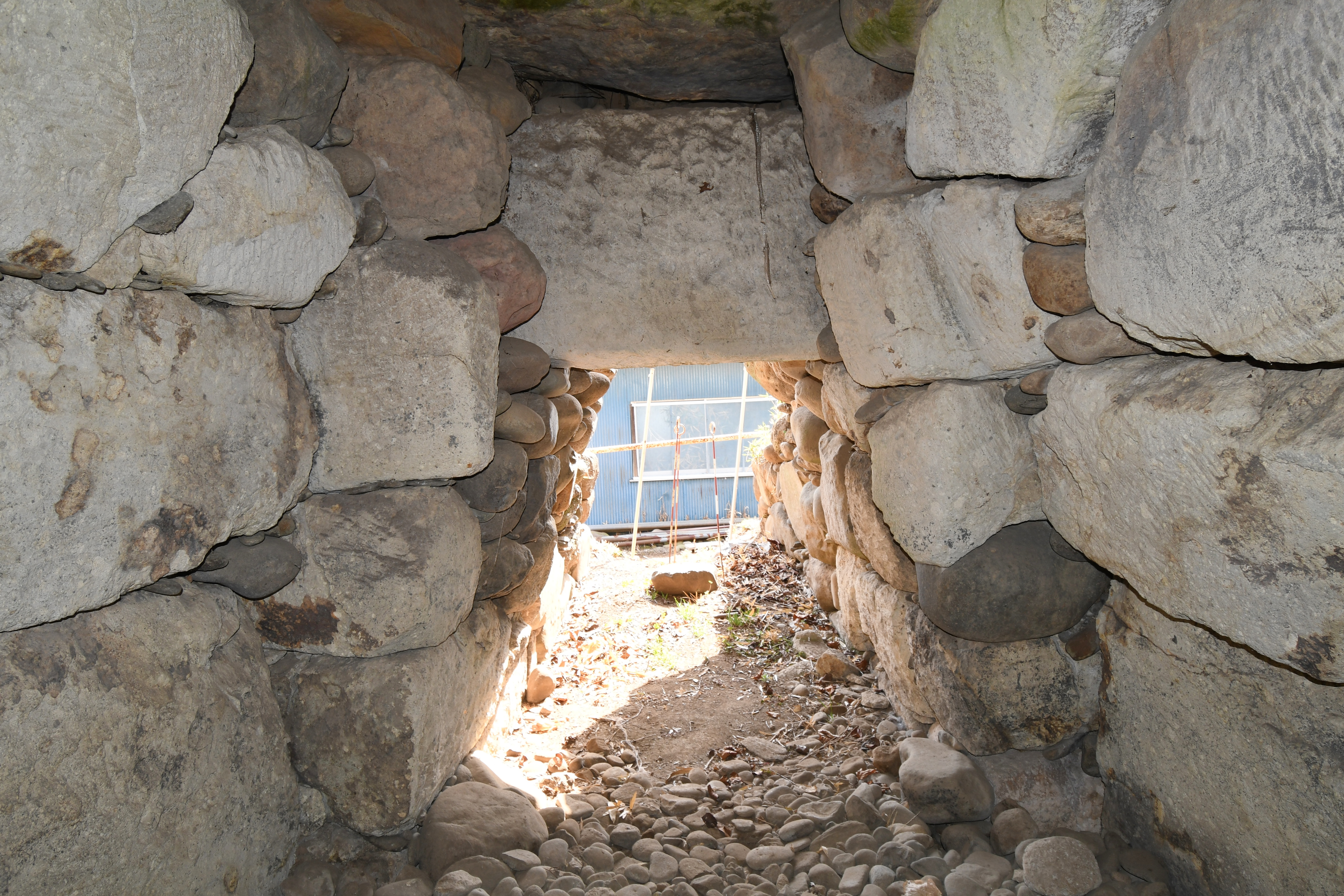
玄室（開口部方向）
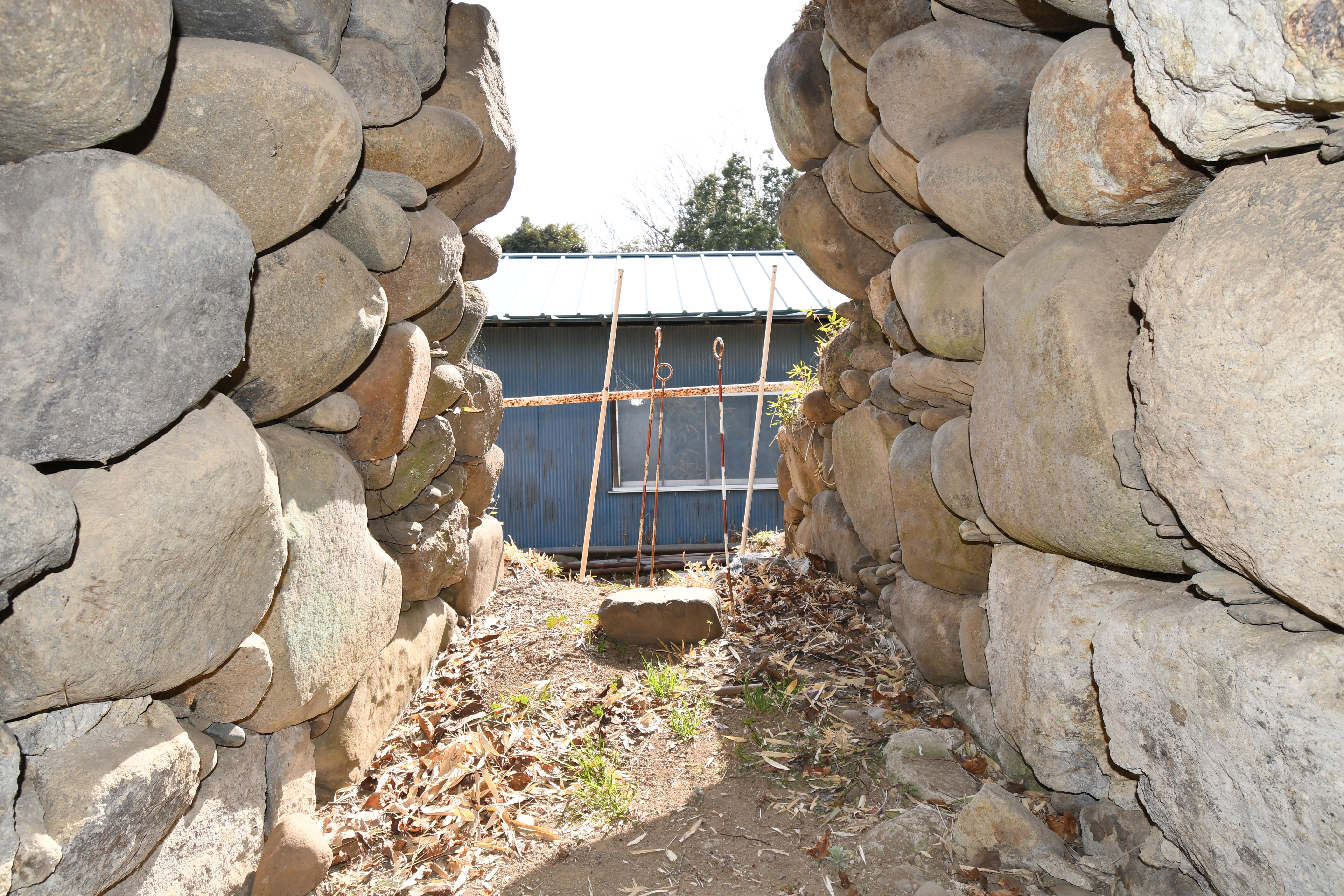
羨道（開口部方向）
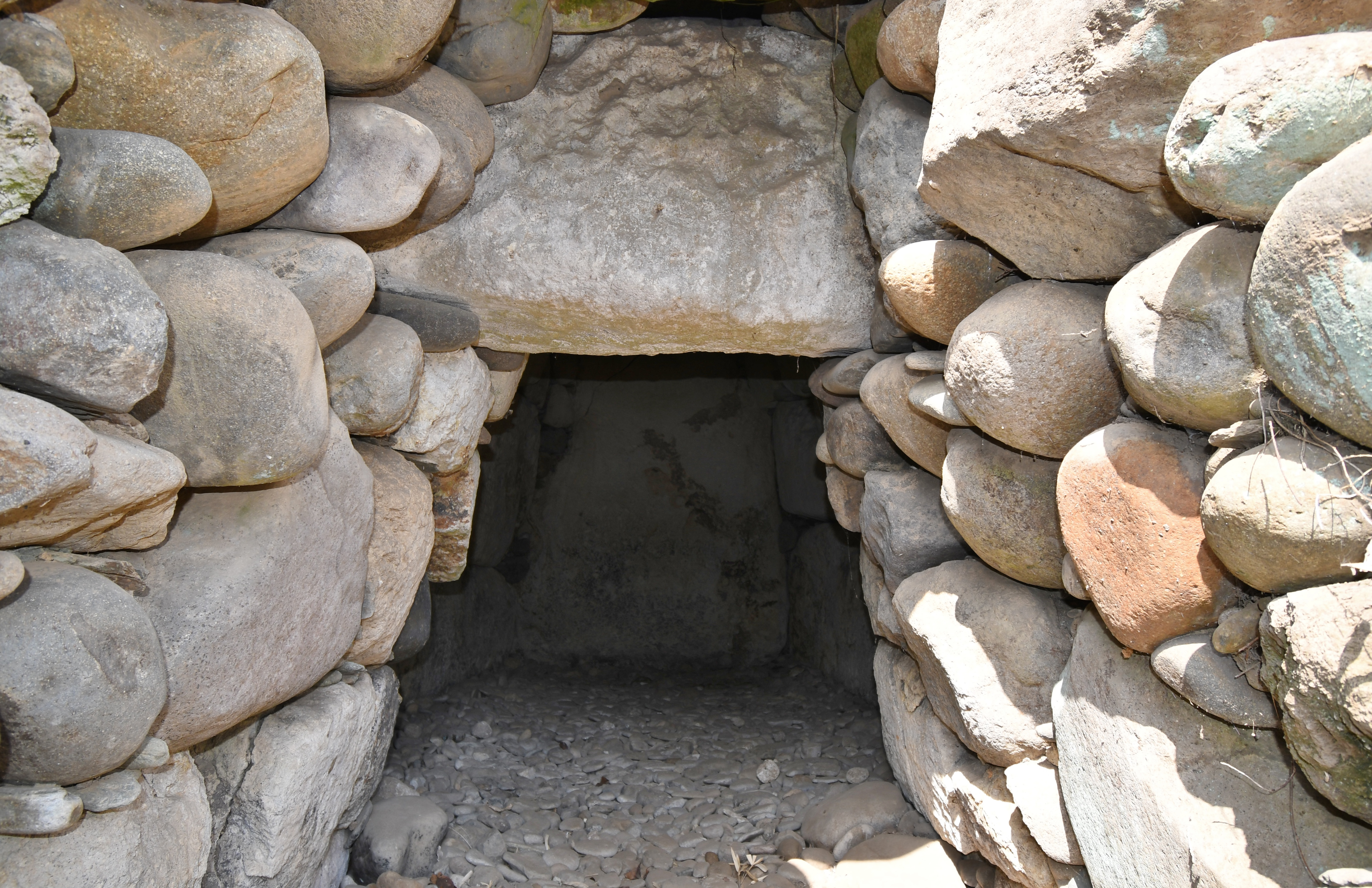
羨道（玄室方向）

## 出土品
石室内の精査で検出された副葬品は次の通り。
- 武器 - 刀装具、鉄鏃。
- 馬具 - 杏葉、辻金具、鉸具。
- 工具 - 刀子。

## 文化財

### 高崎市指定文化財
- 史跡
  - 漆山古墳 - 2017年（平成29年）2月20日指定[4][2]。

## 関連文献
（記事執筆に使用していない関連文献）
- 専修大学文学部考古学研究室「高崎市漆山古墳発掘調査概報」『専修考古学 土生田純之先生古稀記念特集号』第16号、専修大学考古学会、2022年。